# O Duplo (curta-metragem)
O Duplo é um curta-metragem brasileiro de 2012 dirigido por Juliana Rojas.

## Sinopse
O filme é baseado no mito nórdico do Doppelgänger, um ser fantástico que tem o dom de assumir a mesma forma de uma pessoa, mas representando seu lado negativo.

## Elenco
- Sabrina Greve
- Gilda Nomacce
- Majeca Angelucci
- Henrique Rabelo
- Daniel Ribeiro
- Sara Silveira
- Beatriz Kulcsar
- Maria Cunha
- Amanda Rojas
- Amanda Weiss

## Prêmios
Vencedor do Prêmio Nikon (menção especial) no Festival de Cannes em 2012.